# Tempête tropicale Delta (2005)
Pour les articles homonymes, voir Cyclone tropical Delta.
La tempête tropicale Delta fut la 26e tempête nommée dans le bassin de l'océan Atlantique. C'est la deuxième utilisation du nom Delta pour une tempête tropicale dans l'Atlantique (précédemment utilisé en 1972), à titre exceptionnel. En 2005, c'est le quatrième cyclone nommé par une lettre grecque.

## Chronologie
Delta s'est formé au milieu de l'océan Atlantique nord le 23 novembre 2005. Après plusieurs jours de déplacements erratiques, et avoir presque atteint le titre d'ouragan, il a amorcé un déplacement vers l'est. Le 28 novembre, le cyclone a été incorporé à une onde frontale, produisant une puissante tempête extra-tropicale qui a balayé les îles Canaries. Le 29 novembre 2005, Delta a touché les côtes du Maroc puis s'est dissipé sur l'Algérie saharienne.

## Préparatifs
Les autorités canariennes ont fermé les écoles avant le passage du cyclone Delta, pour au moins deux jours.

## Bilan

### Îles Canaries
Le 28 novembre 2005, sur l'île de Tenerife, les vents ont provoqué une panne électrique générale après l'effondrement d'un pylône électrique. Des centaines d'arbres matures ont été déracinés, bloquant rues et routes. Sur l'île de Grande Canarie, il y a eu aussi beaucoup de dommages aux arbres. Mais ce que les insulaires déplorent le plus est la perte de leur emblème. La principale attraction de cette île, le cap El Dedo de Dios ou "le Doigt de Dieu", pointant depuis des siècles le ciel, s'est effondré dans l'océan.
À l'hôpital universitaire de Santa Cruz de Tenerife, les patients des étages supérieurs ont dû être déplacés vers des zones sécurisées. Des matériaux provenant de la tour de l'héliport ont fracassé les vitres de ces étages.
À La Laguna, la tente géante du Cirque National Chinois a été emportée. À l'aéroport de Los Rodeos, des centaines de passagers attendaient la reprise des vols. Les vents ont tordu des sections du toit du nouveau terminal, causant la panique générale dans l'établissement. Un navire de remorquage du quai du sud de l'île a coulé après qu'il est entré en collision avec un autre bateau. Des vandales et des pillards ont profité de la panne électrique. La police canarienne a rapporté des dizaines d'arrestations durant la nuit.
L'ex-Delta a causé la mort de sept personnes. Six immigrants africains se sont noyés lorsque leur bateau de fortune a coulé dans la mer démontée. Un homme de 63 ans est mort en tentant de réparer le toit de sa résidence.

## Aide et retombées
Le réseau électrique des îles Canaries étant considérablement perturbé, la compagnie d'électricité Unelco-Endesa a été contrainte d'utiliser des générateurs temporaires pour augmenter l'électricité dans les sous-stations éloignées du réseau principal. À La Corujera, à Santa Úrsula, ces générateurs ont été mal reçus et plus de 1 000 résidents locaux ont déclaré être affectés par le bruit et la pollution. Les enfants, les personnes âgées et les personnes souffrant de problèmes respiratoires ont souffert le plus. Environ 25 millions € ont été alloués par le gouvernement des îles Canaries en fonds de secours et de reconstruction. Sur ce total, 22,5 millions d'euros ont été utilisés pour réparer les infrastructures et les services publics, 1,5 million pour l'aide à l'agriculture et 1 million pour les réparations domiciliaires. En raison de la gravité des pertes de récolte, les agriculteurs reçurent une subvention du gouvernement couvrant 50 % de leurs pertes, y compris les infrastructures. Un allégement fiscal a également été accordé à la plupart des résidents qui ont subi des dommages causés par Delta.
Les pêcheurs des îles Canaries ont dû retourner et rester au port pendant plusieurs jours tout en résistant à la tempête, et cette perturbation a été imputée à une réduction de 10 à 15 % des prises de thon des îles. La tempête a également eu des effets de plus grande portée. Le Parti populaire d'opposition a déclaré que l'impact de Delta prouvait la nécessité pour l'île de préparer un plan d'urgence pour faire face aux catastrophes naturelles et humaines. Seules cinq des nombreuses municipalités de l'île disposaient d'un plan d'urgence et il n'y avait pas de coordination dans l'ensemble de la chaîne insulaire. Delta a également servi à mettre en évidence le réseau électrique vieillissant des îles, incitant le directeur général régional de l'industrie de l'énergie à envisager la construction d'une autre centrale électrique sur l'archipel. La tempête a déclenché un débat vigoureux quant aux effets du changement climatique, comment ils affecteraient les îles et comment ces effets peuvent être évités.